# Bodoky Tamás (újságíró)
Bodoky Tamás Richárd (Budapest, 1971. december 30. –) magyar újságíró.

## Életpályája
Tanulmányait 1990 és 1995  között a Gödöllői Agrártudományi Egyetemen végezte, ahol általános agrármérnöki diplomát szerzett biotechnológia szakiránnyal, szakdolgozatát molekuláris genetikából írta.
1995 és 1996 folyamán az MTA Állatorvostudományi intézetének tudományos segédmunkatársa volt. 1996 és 2001 között a Magyar Narancsnál, az INteRNeTTónál, majd 2001-től 2010-ig az Index.hu hírportálnál dolgozott újságíróként, tech-tudomány rovatvezetőként, főszerkesztő-helyettesként és főmunkatársként.
2003 és 2010 között a Pécsi Tudományegyetem társadalmi kommunikáció PhD programban vett részt. Doktori disszertációját a magyar hírportálok megjelenéséről írta. 
2009-től 2015-ig újságírást tanított a budapesti Károli Gáspár Református Egyetemen. 2011-ben megalapította az atlatszo.hu nonprofit oknyomozó újságíró portált és a watchdog civil szervezetet, amelynek főszerkesztője és ügyvezetője. 

## Tagságai szakmai szervezetekben
- A szarajevói székhelyű Organized Crime and Corruption Reporting Project (OCCRP)
- washingtoni International Consortium of Investigative Journalism (ICIJ)

## Díjai, elismerései
- Gőbölyös Soma-díj (2008)
- Minőségi Újságírásért díj (2009, 2010)
- Justitia Regnorum Fundamentum díj (2010)
- Pulitzer-emlékdíj (2010)